# 坎迪約希 (明尼蘇達州)
坎迪約希（英語：Kandiyohi，/ˌkændiˈjoʊhaɪ/ KAN-dee-YOH-hy）是一個位於美國明尼蘇達州坎迪約希縣的城市。

## 人口
根據2020年美國人口普查的數據，坎迪約希的面積為1.01平方千米，皆為陸地。當地共有人口569人，而人口密度為每平方千米563人。